# Bisoke (Kinigi)
Bisoke ist eine von fünf Zellen (Verwaltungseinheiten 4. Ebene) im Sektor Kinigi des Distrikts Musanze in der Nordprovinz von Ruanda. Sie liegt auf einer Höhe von etwa 2790 m. Nachbarzellen sind im Norden Kaguhu, im Osten Kabazungu und im Süden Mugari. Die Westhälfte von Bisoke liegt im Volcanoes National Park und grenzt an die Demokratische Republik Kongo. An der Grenze liegt auch der Vulkan Visoke (3711 m). Auf seinem Gipfel befindet sich ein Kratersee. Durch den Osten von Bisoke verläuft die Nationalstraße 18.